# Ik jou & jij mij
Ik jou & jij mij is het vierde studioalbum van de Nederlandse popband Van Dik Hout. Het album kwam uit in 2000 op het label van Double T. Van het album zijn 4 nummers als single uitgebracht, waarvan alleen Dromendief in de Nederlandse Top 40 is beland. Het album is goud geworden.

## Nummers
1. "Ergens in het Midden" - 4:17
2. "Dromendief" - 4:27
3. "Stap voor Stap" - (Tot de Wereld aan Onze Voeten Ligt) 4:06
4. "Zonder Haar" - 4:06
5. "De Stilte Valt Zo Hard" - 3:49
6. "De Handrem Eraf" - 4:00
7. "Alle Duizend Redenen" - 4:57
8. "Neem Me Mee Naar Middernacht" - 4:55
9. "Een Doordeweekse Dag" - 5:43
10. "Eén Blik" - 4:59

## Artiesten
- Martin Buitenhuis - Zang
- Benjamin Kribben - Basgitaar
- Dave Rensmaag - Gitaar
- Sandro Assorgia - Gitaar
- Louis de Wit - Drums